# Либерально-демократическая партия Германии
Либерально-демократическая партия Германии (сокр. ЛДПГ, нем. Liberal-Demokratische Partei Deutschlands, сокр. LPD) — либеральная партия в Восточной Германии в 1945—1990 годах.

## История
Основана 5 июля 1945 года. В 1950—1990 годах выступала в блоке с СЕПГ, ХДС и рядом других партий и общественных организаций, входила в правительства, руководимые СЕПГ. На выборах 1990 года выступала в блоке с Свободной демократической партией Восточной Германии и Немецким Форумом, вошла в правительство, руководимое ХДС. В конце 1990 года ЛДПГ и СвДП ГДР объединились со Свободной демократической партией ФРГ, с которой у ЛДПГ на протяжении разделения Германии имелись ограниченные контакты.

## Организационная структура
ЛДПГ состояла из окружных организаций, окружные организации из районных организаций, районные организации из первичных организаций (Grundorganisation).
Высший орган ЛДПГ — съезд (Parteitag), между съездами — центральное правление (Zentralvorstand), исполнительный орган — секретариат центрального правления (Sekretariat des Zentralvorstandes), высшее должное лицо — Партийный председатель (Parteivorsitzender), высший ревизионный орган — Центральная ревизионная комиссия (Zentrale Revisionskommission).
Окружные организации
Окружные организации соответствовали округам.
Высший орган окружной организации — окружная конференция (Bezirksdelegiertenkonferenz), между окружными конференциями — окружное правление (Bezirksvorstand), исполнительный орган окружной организации — секретариат окружного правления (Sekretariat des Bezirksvorstandes), высшее должностное лицо окружной организации — окружной председатель (Bezirksvorsitzender), ревизионный орган окружной организации — окружная ревизионная комиссия (Bezirksrevisionskommission).
До 1952 г. вместо окружных организаций существовали земельные организации (Landesorganisation). Высший орган земельной организации — земельная конференция (Landesdelegiertenkonferenz), между земельными конференциями — земельное правление (Landesvorstand), исполнительный орган районной организации — секретариат земельного правления (Sekretariat des Landesvorstandes), высшее должностное лицо земельной организации — земельный председатель (Landesvorsitzender), ревизионный орган земельной организации — земельная ревизионная комиссия (Landesrevisionskommission).
Районные организации
Районные организации соответствовали районам, городам окружного подчинения или округам Берлина
Высший орган районной организации — районная конференция (Kreisdelegiertenkonfrenz), между районными конференциями — районное правление (Kreisvorstand), исполнительный орган районной организации — секретариат районного правления (Sekretariat des Kreisvorstandes), высшее должностное лицо районной организации — районный председатель (Kreisvorsitzender), ревизионный орган районной организации — районная ревизионная комиссия (Kreisrevisionskommission).
Районные (в городе) организации
Районные (в городе) организации соответствовали городским округам. Создавалась в 1950-х гг.
Высший орган районной (в городе) организации — районная (в городе) конференция (Stadtbezirksdelegiertenkonferenz), между районной (в городе) конференциями — районное (в городе) правление (Stadtbezirksvorstand), исполнительный орган районной (в городе) организации — секретариат районного (в городе) правления (Sekretariat des Stadtbezirksvorstandes), высшее должностное лицо районной (в городе) организации — районный (в городе) председатель (Stadtbezirksvorsitzender), ревизионный орган районной (в городе) организации — районная (в городе) ревизионная комиссия (Stadtbezirksrevisionskommission).
Местные организации
Местные организации (Ortsorganisation) или местные группы (Ortsgruppe) соответствовали общинам или городам. Могли создаваться по инициативе первичных организаций.
Высший орган местной организации — местная конференция (Ortsdelegiertenkonferenz), между местными конференциями — местное правление (Ortsvorstand), высшее должностное лицо местной группы — местный председатель (Ortsvorsitzender).
Первичные организации
Первичные организации соответствовали предприятиям.
Высший орган первичной организации — общее собрание (Mitgliederversammlung), между общими собраниями — правление производственной группы (Betriebsgruppenvostand), высшее должностное лицо первичной организации — председатель производственной группы (Betriebsgruppenvorsitzender).
Имела партийные учебные заведения — Центральная партийная школа (Zentrale Parteischule) и окружные партийные школы.
Партийные издания:
- «Утро» (Der Morgen) (общегерманская)
- «Северогерманская Газета» (Norddeutsche Zeitung) (Мекленбург-Передняя Померания, позже округа Росток, Шверин и Бранденбург)
- «Либерал-Демократическая Газета» (Liberal-Demokratische Zeitung) (Саксония-Ангальт, позже округа Галле и Магдебург)
- «Тюрингская Земельная Газета» (Thüringische Landeszeitung) (Тюрингия, позже округа Эрфурт, Зуль, Гера)
- «Саксонская Ежедневная Газета» (Sächsisches Tageblatt) (Саксония, позже округа Лейпциг, Карл-Маркс-Штадт, Дрезден)

В 1989 году была основана молодёжная организация ЛДПГ — Молодое либеральное действие (Junge Liberale Aktion).
Международное сотрудничество — Свободно-демократическая партия (периодически), Демократическая партия в Польше, Чехословацкая социалистическая партия.

## Партийные съезды
1. 6-8 июля 1946, Эрфурт
2. 4-7 июля 1947, Эйзенах
3. 26-27 февраля 1949, Эйзенах
4. 30 июня — 2 июля 1951, Эйзенах
5. 28-31 мая 1953, Дрезден
6. 15 июня — 14 июля 1955, Веймар
7. 9 июня — 8 июля 1957, Веймар
8. 5-9 июля 1960, Веймар
9. 15-17 февраля 1963, Веймар
10. 27-30 ноября 1967, Веймар
11. 15-19 февраля 1972, Веймар
12. 2-4 марта 1977, Веймар
13. Апрель 1982, Веймар
14. 9-11 апреля 1987, Веймар
15. Особый съезд 9-10 февраля 1990, Дрезден

## Председатели партии
- Вальдемар Кох и Вильгельм Кюльц (1945—1948)
- Артур Лейтенант (1948—1949)
- Карл Хаман и Герман Кастнер (1949—1952)
- Ганс Лох (1952—1960)
- Макс Зурбир (1960—1967)
- Манфред Герлах (1967—1989)
- Райнер Ортлеб (1989—1990)

## Генеральные секретари
- Гюнтер Штемпель (1948—1950)
- Герберт Тешнер (1950—1954)
- Манфред Герлах (1954—1967)